# Aurélien Passeron
Pour les articles homonymes, voir Passeron.
Aurélien Passeron (né le 19 janvier 1984 à Nice) est un coureur cycliste français. Il a remporté le championnat de France espoirs en 2005. Passé professionnel en 2007 dans la formation italienne Acqua & Sapone, il a remporté deux victoires dès cette première année.

## Biographie
En partie influencé par le succès de son voisin Nicolas Vouilloz, Aurélien Passeron commence le cross-country durant son adolescence et remporte sa première course. Il court à Peille, puis à Mandelieu, où il commence le cyclisme sur route.
Il passe ensuite par le club de Draguignan puis par l’AVC Aix-en-Provence. Avec ce club, il devient champion de France sur route espoirs le 28 août 2005. Il rejoint l’équipe des Cargo Embassy en Italie. Il y gagne plusieurs courses et le surnom d'«Il Francese». Il devient professionnel dans l'équipe italienne Acqua & Sapone en 2006. Aux côtés de Stefano Garzelli, il remporte le Gran Premio Industria e Commercio Artigianato Carnaghese et une étape du Tour de Burgos.
En 2008, Aurélien Passeron court chez Saunier Duval-Scott. Il se classe septième du championnat de France et participe à son premier Tour de France. Il quitte la course à l'issue de la cinquième étape, souffrant d'une vertèbre fracturée contractée lors d'une chute après avoir heurté une spectatrice.
En 2009, il fait partie des coureurs engagés par H2O, formation qui ne voit pas le jour. Il ne retrouve pas d'équipe en début d'année tous les effectifs étant complets. Il court en amateur au SC Nice et dispute en juin le Tour de Corée avec l'équipe allemande Nordland-Hamburg. Il est engagé en août par l'équipe roumaine Tusnad. Il remporte avec celle-ci une étape du Tour de Szeklerland, dont il prend la troisième place finale.
En 2010, il s'engage chez Meridiana Kamen avec lequel il court le début de saison puis souhaitant participer à certaines épreuves en Amérique du Nord, il court durant les mois de juin, juillet et août dans la formation Garneau-Club Chaussures-Ogilvy Renault. 
En 2011, il signe dans l'équipe coréenne Geunsam Ginseng Asia. Dotée d'un co-sponsor français, Chrono Interim, elle prévoit de disputer une partie de la saison en France, ce qui permettrait à Passeron d'y courir en compétition pour la première fois depuis son abandon lors du Tour de France 2008.
En 2012, il rejoint la formation américaine Wonderful Pistachios.

## Palmarès
| - 2003 - Tour des aéroports - 5e étape du Tour de Moselle - 2005 - Champion de France sur route espoirs - 2e de Paris-Connerré - 2006 - Souvenir Vietto-Gianello - Florence-Empoli - Trofeo Franco Balestra - 2e étape du Tour de Toscane espoirs - 2e de la Coppa Belricetto - 2e du Circuito Valle del Resco - 2e du Tour de Toscane espoirs - 2e du Giro delle Valli Aretine - 2e de Florence-Viareggio - 2007 - 3e étape du Tour de Burgos - Gran Premio Industria e Commercio Artigianato Carnaghese | - 2009 - 2e étape du Tour des aéroports - 3eb étape du Tour de Szeklerland - 3e du Tour de Szeklerland - 2010 - Classique Montréal-Québec Louis Garneau - 3e étape du Tour du Connecticut - 9e étape du Tour of America's Dairyland - 2e étape de la Fitchburg Longsjo Classic - 2e et 3e étapes de l'International Cycling Classic - Tour of Catskills : - Classement général - 1re, 2e et 3e étapes - 3e de l'International Cycling Classic |  |

## Résultats sur les grands tours

### Tour de France
- 2008 : non-partant (6e étape)

## Classements mondiaux
| Année            | 2006 | 2007 | 2008 | 2009 | 2010 | 2011 | 2012 | 2013 | 2014 |
| ---------------- | ---- | ---- | ---- | ---- | ---- | ---- | ---- | ---- | ---- |
| UCI America Tour |      |      |      |      |      |      |      | 194e | 154e |
| UCI Asia Tour    |      | 169e |      | 268e |      | 211e |      |      |      |
| UCI Europe Tour  | 146e | 141e |      | 561e |      | 359e |      |      |      |

## Filmographie
En 2012, Aurélien Passeron a fait l'objet d'un documentaire intitulé « I'm Olive Alchimist ». Il retrace ses expériences sportives et humaines aux côtés des coureurs Riccardo Riccò, Frank Vandenbroucke et Stefano Garzelli.